# Leman
Leman és una de les revistes satíriques antigues de Turquia. El 1985, Şükrü Yavuz va crear la revista Limon que va esdevenir ràpidament la principal revista de l'oposició del país. Posteriorment, el redactor en cap fou condemnat per haver-hi publicat una caricaturitza del llavors president Turgut Özal, i la revista va ser prohibida.
Anys després, el 1992, l'equip de la revista es va reunir per a crear-ne una de nova, que sota el nom de Leman continuà la mateixa línia satírica, amb opinions contundents de col·laboradors com Atilla Atalay i Nihat Genç, i dels dibuixants Güneri İçoğlu, Mehmet Çağçağ o Bahadır Boysal, entre d'altres.
Amb els anys les vendes de la revista van baixar. Algun dels membres de Leman també col·laboren amb altres revistes d'humor alternatiu com Penguen i Lombak.
El juliol del 2016, després de la temptativa de cop d'Estat a Turquia, la policia turca va tornar a prohibir la distribució de la revista.

## Llista d'autors
- Güneri İçoğlu
- Kaan Ertem
- Can Barslan
- Behiç Pek
- Tuncay Akgün
- Kemal Aratan
- Atilla Atalay
- Ahmet Yılmaz
- Suat Özkan
- Mehmet Çağçağ
- Zehra Ömeroglu
- Bahadır Boysal
- Gökhan Dabak
- Metin Fidan
- Sefer Selvi
- Feyhan Güver
- Ramize Erer
- Betül Yılmaz
- Nihat Genç
- Mesud Ata
- Erhan Candan
- Felat Delibalta
- İpek Özsüslü
- Utku Can Akyol
- Barış Yavaş
- Caner Dağlı